# Status Quo (sastav)
Status Quo je britanski rock sastav poznat po svojem karakterističnom boogie rock stilu sviranja. Osnovali su ga tadašnji školarci Francis Rossi i Alan Lancaster 1962. godine. Prvotno ime benda bilo je The Spectres.   
Nakon niza promjena u sastavu, grupa je postala prvo The Status Quo 1967. a onda i Status Quo 1969. godine. Tijekom svog postojanja imali su preko 60 hitova u Velikoj Britaniji, počevši s hitom "Pictures Of Matchstick Men" iz 1967. i najnovijim iz 2010. što je više od bilo kojeg drugog rock sastava.
22 hita ove grupe su dospjeli među Top 10 singl hitova u UK. 1991. godine grupa je dobila Brit Award nagradu za poseban doprinos glazbi. 
Sastav je 11. i 12. srpnja 1986. godine sudjelovao na Queenovom koncertu Live at Wembley '86. Iste godine objavili su komercijalno vrlo uspješni album In the Army Now a istoimeni singl s tog albuma postaje jedan od najprodavanijih singlova sastava, dostignuvši 2. mjesto na UK top-listi singlova.

## Članovi

### Trenutni članovi
- Francis Rossi – gitara, vokali (1962. –)
- Richie Malone - ritam gitara, prateći vokal (2016. –)
- Andy Bown – klavijature, gitara, vokali (1976. –)
- John "Rhino" Edwards – bas-gitara, vokali (1985. –)
- Leon Cave – bubnjevi (2013. –)

### Bivši članovi
- Alan Lancaster – bas-gitara, vokali (1962. – 1985. i 2013. – 2014.)
- Jess Jaworski – klavijature(1962. – 1964.)
- Alan Key – bubnjevi (1962.)
- John Coghlan – bubnjevi (1962. – 1981. i 2013. – 2014.)
- Roy Lynes – bubnjevi, vokali (1964. – 1970.)
- Pete Kircher – bubnjevi, vokali (1981. – 1985.)
- Jeff Rich – bubnjevi (1985. – 2000.)

```
Rick Parfitt – gitara, vokali (1967. – 2016.)
```

- Matt Letley – bubnjevi (2000. – 2013.)

## Diskografija
Sastav je objavio ukupno 30 studijskih albuma:
| - Picturesque Matchstickable Messages from the Status Quo (1968.) - Spare Parts (1969.) - Ma Kelly's Greasy Spoon (1970.) - Dog of Two Head (1971.) - Piledriver (1972.) - Hello! (1973.) - Quo (1974.) - On the Level (1975.) - Blue for You (1976.) - Rockin' All Over the World (1977.) - If You Can't Stand the Heat (1978.) - Whatever You Want (1979.) - Just Supposin (1980.) - Never Too Late (1981.) - 1+9+8+2 (1982.) | - Back to Back (1983.) - In The Army Now (1986.) - Ain't Complaining (1988.) - Perfect Remedy (1989.) - Rock 'Til You Drop (1991.) - Thirsty Work (1994.) - Don't Stop (1996.) - Under The Influence (1999.) - Famous in the Last Century (2000.) - Heavy Traffic (2002.) - Riffs (2003.) - The Party Ain't Over Yet (2005.) - In Search of the Fourth Chord (2007.) - Quid Pro Quo (2011.) - Bula Quo! (2013.) - Aquostic (Stripped Bare) (2014.) |

## Vanjske poveznice
- Službena stranica sastava